# Ulica Stalowa we Wrocławiu

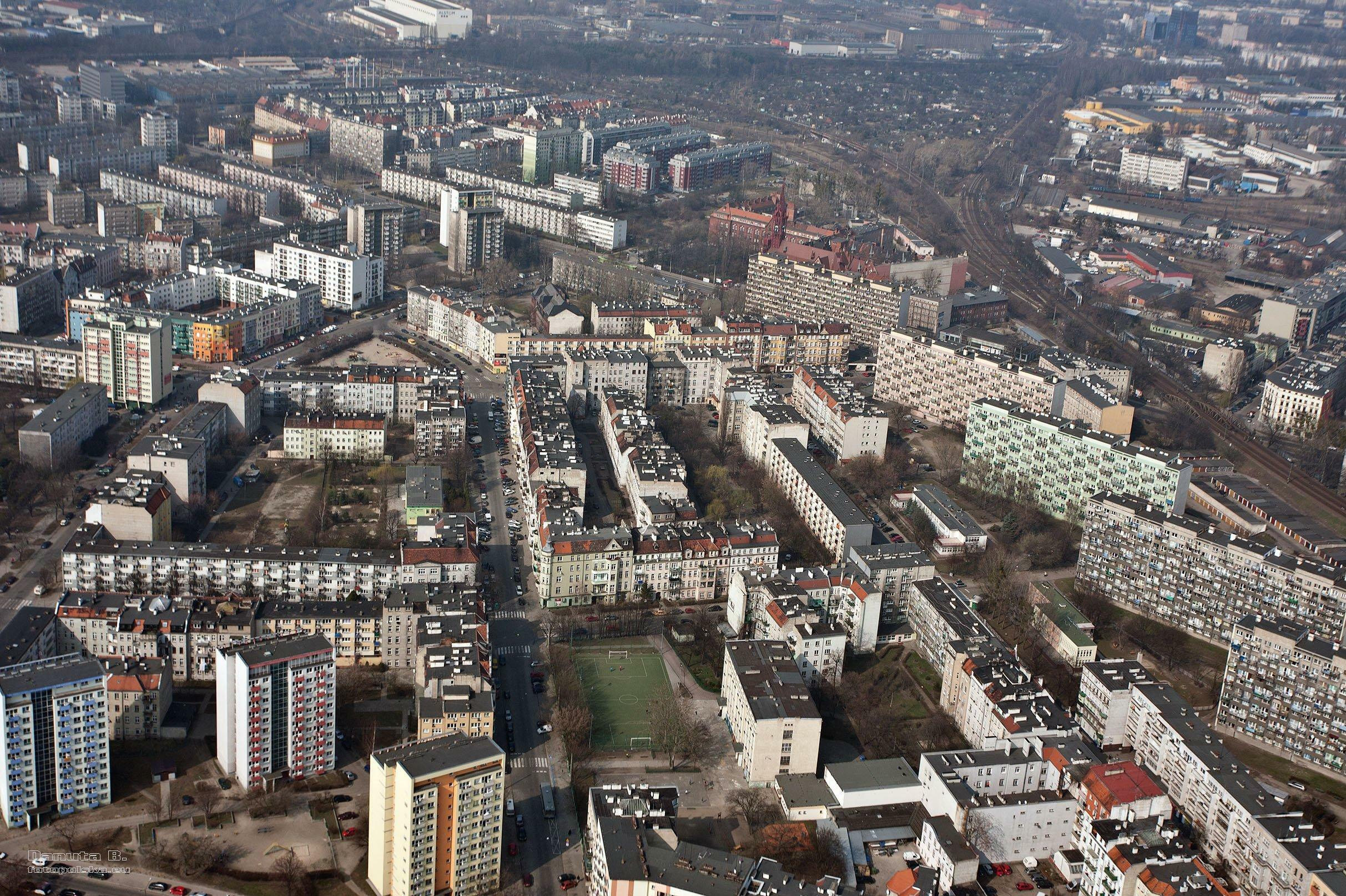
Gajowiceu-gajowice

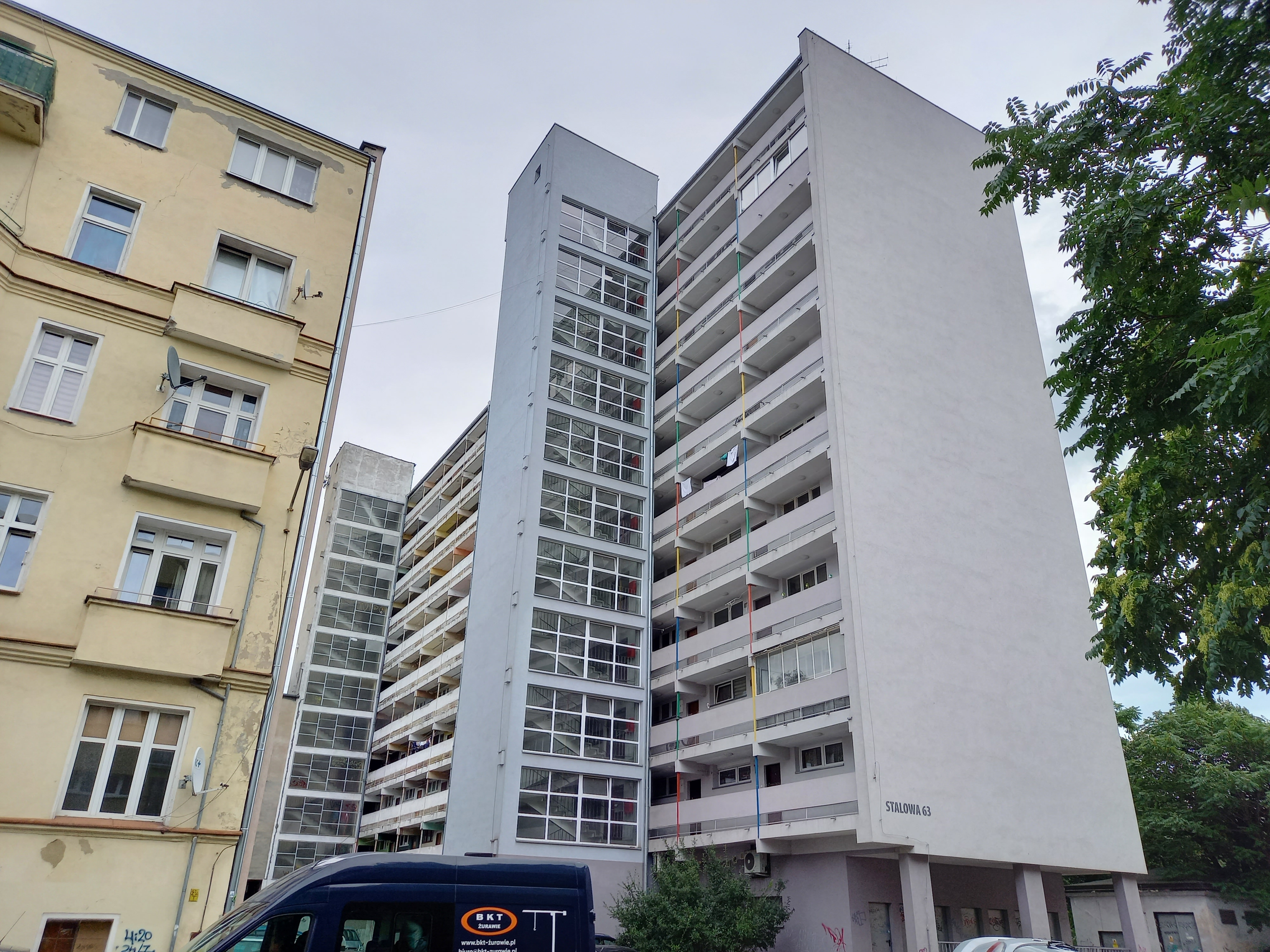
Dom mieszkalno-usługowy przy ul. Grabiszyńskiej 133-135

Ulica Stalowa – ulica położona we Wrocławiu na osiedlu Gajowice, w dawnej dzielnicy Fabryczna. Ulica ma 1128 m długości. Biegnie od ulicy Kruczej do torów kolejowych zamykających północny kraniec ulicy, którymi przebiegają linie kolejowe: LK 273, LK 274, LK 757, LK 760, LK 761 . W początkowym i końcowym biegu ulicy znajdują się między innymi zachowane kamienice oraz inne budynki wpisane do gminnej ewidencji zabytków, w szczególności przy skrzyżowaniu z ulicą Grabiszyńską schron przeciwlotniczy dla ludności cywilnej z lat 1940–1941.

## Historia
Ulica przebiega przez obszar osiedla Gajowice, który został włączony do miasta w 1868 r. Biegła tu droga do dawnej wsi Grabiszyn (położonej ówcześnie wzdłuż dzisiejszej ulicy Grabiszyńskiej na odcinku od ulicy Bzowej do ulicy Klecińskiej), o której najstarszy zapis pochodzi z 1465 r., a we wzmiance z 1499 r. nazwana była drogą grabiszyńską. Za ulicę uznano ją w 1823 r. Przy południowym krańcu współczesnej ulicy Stalowej natomiast znajdowało się niegdyś tzw. Kwaśne Źródło – Sauerbrunn, wzmiankowane już w 1806 r., a użytkowane rekreacyjnie do 1945 r. Znajdował się tu między innymi staw z wypożyczalnią łódek – Park przy Kwaśnym Źródle. Stosunkowo późno, na śladzie dawnej drogi gruntowej, wytyczono tu trzeci, ostatni odcinek ulicy Kruczej. Odcinek ulicy Stalowej, jako Kopischstrasse, w rejonie ulicy Grabiszyńskiej, widoczny jest już na planie z 1901 r.
Zabudowa Gajowic w rejonie Stalowej, w części północnej, realizowana była dopiero w pierwszej połowie XX wieku. Powstały tu budynki, w tym kamienice czynszowe, w zabudowie pierzejowej. W pierwszej kolejności powstała zabudowa odcinka północnego od ulicy Grabiszyńskiej do torów kolejowych. W kolejnych latach nastąpiła zabudowa odcinka południowego od ulicy Kruczej do Kwaśnej. Zabudowa ta realizowana w latach 1925-1936 wzdłuż ulicy Kruczej i przy ulicach przyległych, obejmowała między innymi osiedle Sauerbrunn-Viertel (Kwaśne Źródło), zbudowanego według projektu Hermanna Wahlicha i Heinricha Rumpla z 1928 r. Odcinek środkowy ulicy łączący wyżej opisane powstał po 1932 r.
W 1943 r. (lub w latach 1940–1941) przy skrzyżowaniu z ulicą Grabiszyską zbudowano schron przeciwlotniczy dla ludności cywilnej. Projektantami obiektu byli Richard Konwiarz i Rudolf Stein. Jego architektura inspirowana była budowlą więzienia dla kobiet w Würzburgu projektu Petera Speetha z 1809 r. Powstał tu pięciokondygnacyjny budynek na planie litery "L" z przylegającą częścią mieszkalną oraz gospodarczą, zwieńczony dachem o przekroju trapezowym. Elewacja posiada boniowanie w przyziemiu i narożnikach okalające poszczególne elewacje rozczłonkowane regularnie rozmieszczonymi otworami wentylacyjnymi. Środkowe wejście nawiązuje formą do monumentalnej bramy fortecznej. W latach 70. XX wieku niekorzystnie obniżono dach oraz zamurowano wejście środkowe. W latach 2008–2010 przeprowadzono przebudowę budowli obronnej (schronu) na budynek usługowy z przeznaczeniem na Archiwum Urzędu Miejskiego.
W wyniku działań wojennych prowadzonych podczas oblężenia Wrocławia w 1945 r. znaczna część zabudowy uległa zniszczeniu. Zachowała się jednak część kamienic i budynków po północnej stronie ulicy Grabiszyńskiej oraz w rejonie ulicy Kruczej, w tym część osiedla Sauerbrunn-Viertel. W tym drugim przypadku mniejsza liczba zniszczonych budynków wynikała z faktu, iż ta część miasta została zdobyta przez Armię Czerwoną stosunkowo wcześnie, bo już w lutym 1945 r., a kolejne walki skutkowały zniszczeniami w dalej części miasta.
Po wojnie, w 1945 r. zasypano kwaśne źródło ze stawem. Na miejscu dawnego ogrodu napływający do miasta nowi mieszkańcy zaczęli zakładać i uprawniać bez żadnych ram organizacyjnych różnej wielkości ogrody. Dopiero w 1949 r. powołano Pracowniczy Ogród Działkowy „Gajowice”. W latach 60. XX wieku zrealizowano budowę osiedla mieszkaniowego – Osiedle Gajowice, na wolnych terenach po zniszczonej zabudowie przedwojennej, także zabudowie plombowej. Zabudowa ta sięga ulicy Stalowej, a w rejonie ulicy Oprowskiej dochodzi do placu Srebrnego. Zbudowano budynki mieszkalne o pięciu i jedenastu kondygnacjach nadziemnych, a w rejonie ulicy Stalowej, Grochowej i Icchaka Lejba Pereca zespół szkół o lekkiej i nowoczesnej architekturze (Zespół budynków szkolnych przy ulicy Grochowej 36-38 we Wrocławiu). Ulica Grabiszyńska stała się jedną z głównych arterii komunikacyjnych miasta.
W latach 2010–2011 zrewitalizowano wnętrze międzyblokowe Stalowa, Brązowa, Spiżowa, a w latach 2015–2017 wybudowano nową trasę rowerową wzdłuż ulicy Grabiszyńskiej.

## Nazwy
W swojej historii ulica nosiła następujące nazwy:
- Kopischstrasse, do 1946 r.[28][11]
- Stalowa, od 1946 r.[1][28]

Nazwa niemiecka ulicy Kopischstrasse upamiętniała Augusta Kopischa, urodzonego 26.05.1799 r. we Wrocławiu, zmarłego 6.02.1853 r. w Berlinie, wrocławskiego poetę i malarza. Współczesna nazwa ulicy została nadana przez Zarząd Wrocławia i ogłoszona w okólniku nr 12 z 7.03.1946 r.

## Układ drogowy
Do ulicy Żelaznej przypisana jest droga gminna o długości 1128 m (numer drogi 106264D, numer ewidencyjny drogi G1062640264011). Część ulicy od ulicy Grabiszyńskiej do torów kolejowych ma przypisaną klasę dojazdową.
Ulica łączy się z następującymi drogami publicznymi, kołowymi:
| powiązanie                          | droga                                                                | foto |
| ----------------------------------- | -------------------------------------------------------------------- | ---- |
| kontynuacja                         | ulica Mielecka ulica Bernarda Pretficza (połączenie pieszo-rowerowe) |      |
| skrzyżowanie                        | ulica Krucza                                                         |      |
| skrzyżowanie                        | ulica Kwaśna                                                         |      |
| ciąg pieszo-rowerowy                | teren ROD "Gajowice"                                                 |      |
| skrzyżowanie                        | ulica Pereca                                                         |      |
| skrzyżowanie                        | ulica Grochowa                                                       |      |
| skrzyżowanie                        | ulica Oporowska                                                      |      |
| skrzyżowanie, sygnalizacja świetlna | ulica Grabiszyńska (klasy głównej, torowisko tramwajowe)             |      |
| skrzyżowanie                        | ulica Miedziana                                                      |      |
| skrzyżowanie                        | ulica Brązowa                                                        |      |
| ciąg pieszo-rowerowy                | planowany: do ulicy Manganowej i dalej wzdłuż torów                  |      |

Ulica położona jest na działkach ewidencyjnych o łącznej powierzchni 25 150 m2, wg poniższego zestawienia:
| numer                               | odcinek                          | powierzchnia | zagospodarowanie | foto |
| ----------------------------------- | -------------------------------- | ------------ | ---------------- | ---- |
| dz. nr 3, AM-16, obręb Grabiszyn    | od ul. Kruczej do Kwaśnej        | 3201 m²      | droga gminna     |      |
| dz. nr 17/1, AM-14, obręb Grabiszyn | od ul. Kwaśnej do Grabiszyńskiej | 14 491 m²    | droga gminna     |      |
| dz. nr 7, AM-10, obręb Grabiszyn    | od ul. Grabiszyńskiej do torów   | 7458 m²      | droga gminna     |      |
| razem powierzchnia: 25 150 m²       |                                  |              |                  |      |

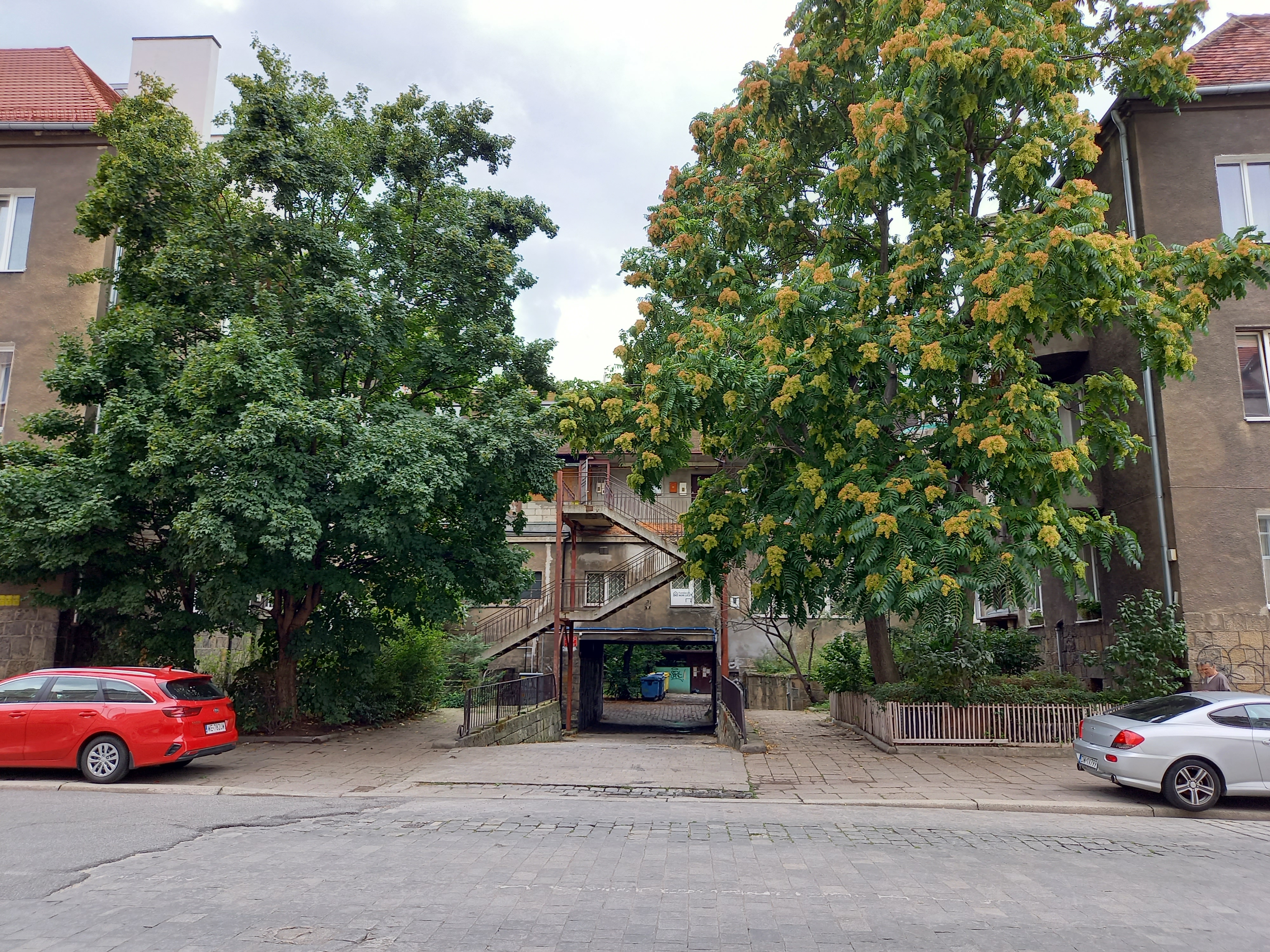
Ul. Stalowa 4a, 6a

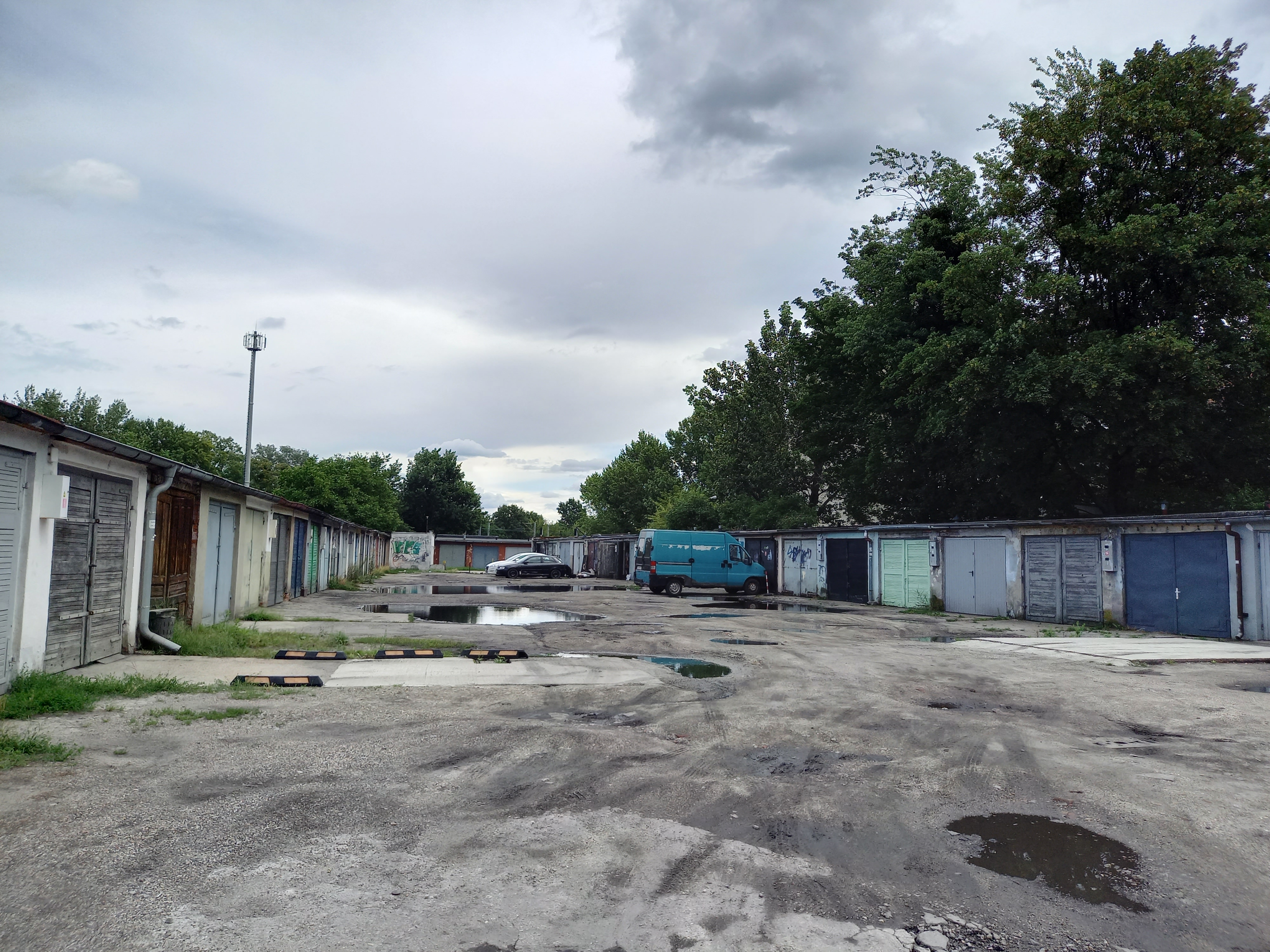
Garaże przy końcu ulicy

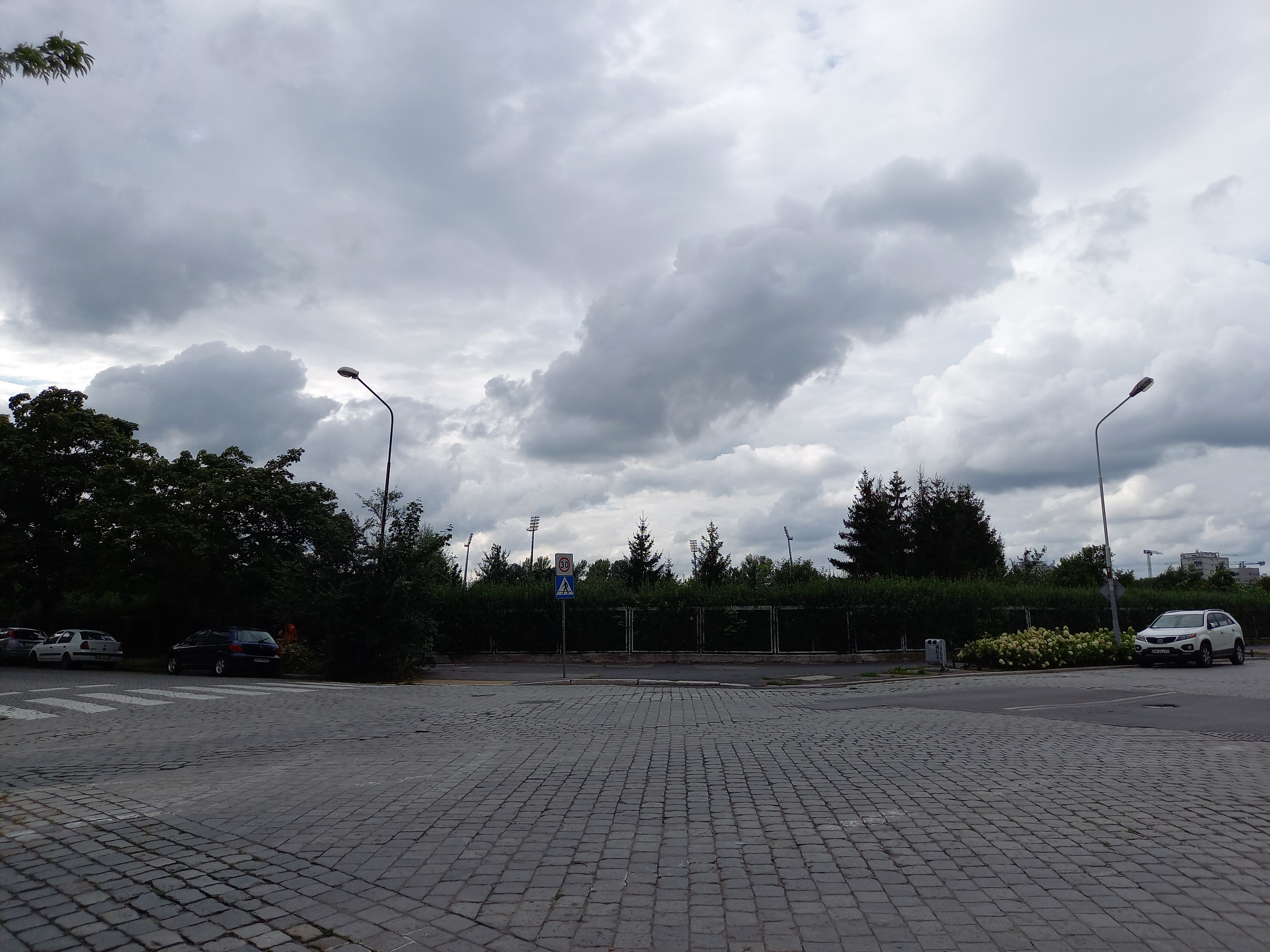
ROD Gajowice

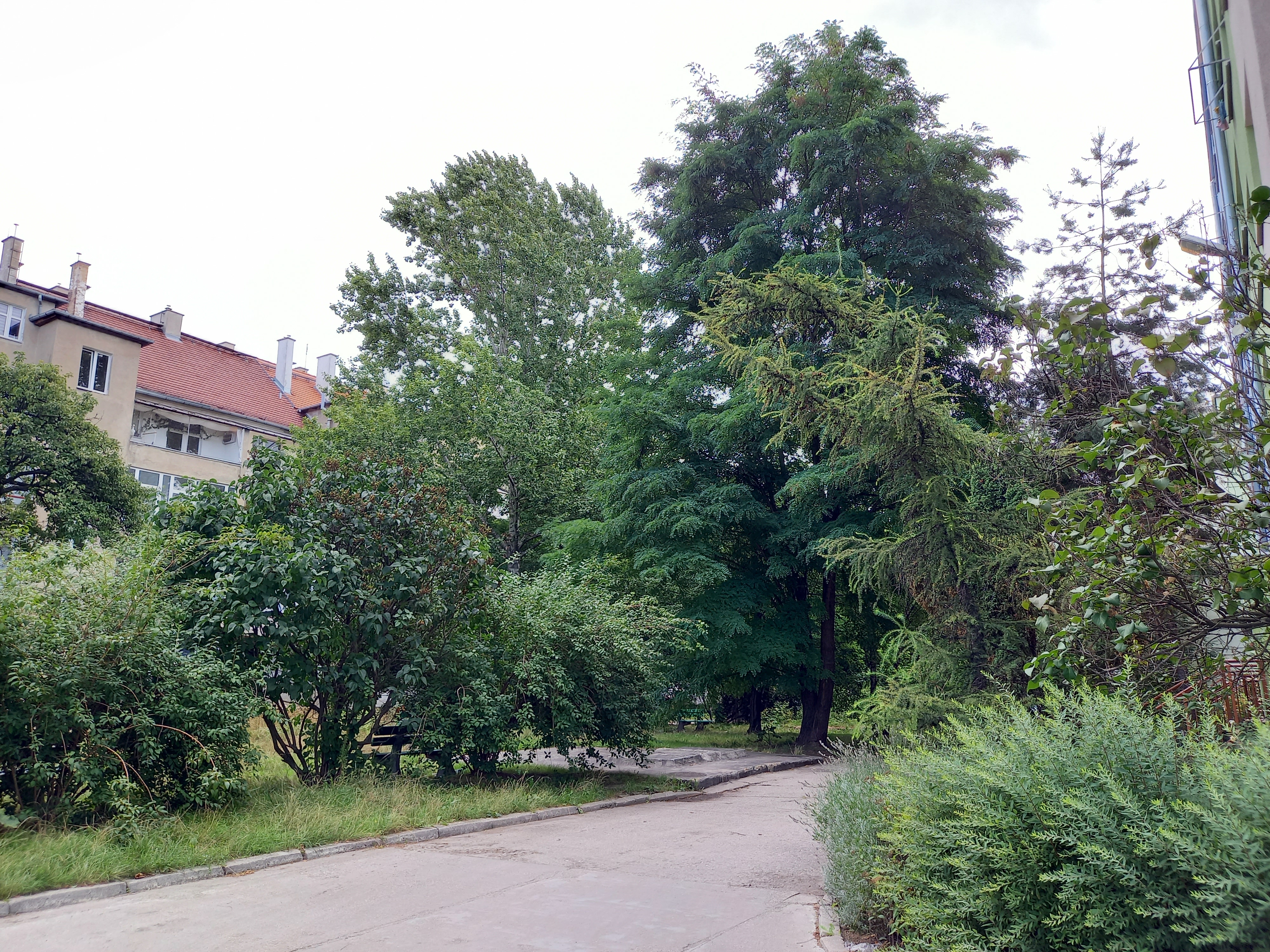
Dziedziniec przy ul. Stalowej 89-93

Współcześnie ulica na odcinku od ulicy Grabiszyńskiej do torów kolejowych znajduje się w strefie ograniczonej prędkości 30 km/h. Ten odcinek ulicy, jak i przyległe ulice, wskazana jest dla ruchu rowerowego. Są one połączone ze ścieżkami rowerowymi biegnącymi wzdłuż ulicy Grabiszyńskiej. Przy skrzyżowaniu z tą ulicą znajduje się stacja roweru miejskiego. Ponadto wskazuje się tę ulicę na odcinku od ulicy Kruczej do ulicy Grabiszyńskiej jako szkielet przestrzeni publicznej osiedla, a na pozostałym odcinku jako istotną dla spójności przestrzeni publicznej osiedla.
Przystanki autobusowe i tramwajowe położone przy skrzyżowaniu ulicy Stalowej i Grabiszyńskiej noszą nazwę "Stalowa", a przystanki autobusowe przy skrzyżowaniu z Kruczą noszą nazwę "Krucza (Mielecka)". Ulicą Stalową w ramach komunikacji miejskiej przebiegają linie autobusowe na odcinku od ulicy Grochowej do ulicy Grabiszyńskiej. Do lat 90. XX wieku ulicą Stalową, od ulicy Icchaka Lejba Pereca od Kruczej przebiegała linia autobusu pośpiesznego "C" w jednym kierunku  .
Na całej ulicy jezdnia posiada nawierzchnię z granitowej kostki brukowej, z wyłączeniem krótkich odcinków przy skrzyżowaniu z ulicą Grabiszyńską, gdzie wykonano nawierzchnię z masy bitumicznej.

## Zabudowa i zagospodarowanie
Zabudowa ulicy Stalowej, od ulicy Kruczej do ulicy Kwaśnej obejmuje przedwojenne budynki o trzech lub czterech kondygnacjach nadziemnych i budynek współczesny pod numerem 6a i 6b. Dalej po zachodniej stronie ulicy rozciąga się teren Rodzinnych Ogrodów Działkowych "Gajowice" na powierzchni ponad 11 ha oraz przychodnia GRABISZYN (budynek o powierzchni zabudowy 600 m²), zaś po zachodniej stronie pięciokondygnacyjna zabudowa mieszkalna z lat 60. XX wieku, od ulicy Kwaśniej do Pereca, a dalej teren szkoły w kwartale ulic: Stalowej, Grochowej i Pereca. Za tymi obiektami, do ulicy Grabiszyńskiej znajduje się kolejna zabudowa osiedla Gajowice z lat 60. XX wieku, w tym pięcio- i jedenastokondygnacyjne budynki mieszkalne.
Po przeciwnej stronie ulicy Grabiszyńskiej znajduje się dawny schron o pięciu kondygnacjach nadziemnych i powierzchni zabudowy wynoszącej 609 m², a obecnie Archiwum Miejskie, po stronie zachodniej ulicy. Natomiast po stronie wschodniej położony jest wolnostojący budynek mieszkalno-usługowy, część położona przy ulicy Stalowej 63 o jedenastu kondygnacjach nadziemnych i powierzchni zabudowy 254 m² (druga część budynku przy ulicy Spiżowej 2 ma powierzchnię zabudowy 367 m²). Dalej zabudowa ulicy obejmuje po oby stronach ulicy pierzeje z zachowanymi budynkami mieszkalnymi i powojenną zabudową mieszkalną i mieszkalno-usługową od jednej do pięciu kondygnacji nadziemnej. Ulica kończy się przy torach kolejowych i zespole garaży jednokondygnacyjnych, jednostanowiskowych .
Ulica przebiega przez teren o wysokości bezwzględnej od 119,0 do 121,6 m n.p.m.

## Zieleń
Tereny zieleni w otoczeniu ulicy Stalowej:
- Wnętrze przy ul. Stalowej (wnętrze z zielenią, ważny dziedziniec, ogród), za budynkiem przy ulicy Stalowej 1-7[77]
- ROD "Gajowcie" (obszar standardu zieleni, rodzinny ogród działkowy)[65][66][68], o powierzchni 111.637 m²[e][67]
- Zieleń międzyblokowa przy ul. Oporowskiej (wnętrze z zielenią, ważny dziedziniec, ogród), za budynkami przy ulicy Grochowej 29-31 i Oporowskiej 14-16[78]
- Dziedziniec przy ul. Spiżowej (wnętrze z zielenią, ważny dziedziniec, ogród), za budynkami przy ulicy Stalowej 65-77[79]
- Dziedziniec przy ul. Stalowej (wnętrze z zielenią, ważny dziedziniec, ogród), za budynkami przy ulicy Stalowej 79-93[80].

## Demografia
Ulica przebiega przez kilka rejonów statystycznych o wysokim stopniu zaludnienia przy czym dane pochodzą z 31.12.2019 r.
| Rejon statystyczny nr | Ilość osób zameldowanych | Gęstość zaludnienia [lud./km²] | położenie                                                    |
| --------------------- | ------------------------ | ------------------------------ | ------------------------------------------------------------ |
| 930840                | 897                      | 10.645                         | strona wschodnia, od ul. Kruczej do ul. Kwaśnej              |
| 930830                | 775                      | 21.091                         | strona wschodnia, od ul. Kwaśnej do ul. Pereca               |
| 930800                | 1.413                    | 17.946                         | strona wschodnia, od ul. Pereca do ul. Oporowskiej           |
| 930820                | 580                      | 2.608                          | strona zachodnia, od ul. Kruczej do ul. Oporowskiej          |
| 930690                | 672                      | 21.131                         | obie strony, od ul. Oporowskiej do ul. Grabiszyńskiej        |
| 930660                | 685                      | 38.261                         | strona wschodnia, od ul. Grabiszyńskiej do ul. Brązowej      |
| 930651                | 865                      | 5.132                          | strona zachodnia, od ul. Grabiszyńskiej do ul. Mosiężnej     |
| 930652                | 715                      | 23.158                         | obie strony, od ul. Brązowej i Mosiężnej do torów kolejowych |

## Ochrona i zabytki
Obszar, przez który przebiega ulica Stalowa na odcinku od ulicy Grabiszyńskiej do torów kolejowych, objęty jest ochroną w ramach dzielnicy Gajowice. Dla tego obszaru ochronie podlega przede wszystkim historyczny układ urbanistyczny kształtowany od lat 90. XIX wieku i w końcu XIX wieku do 1945 r. Przy ulicy i w najbliższym sąsiedztwie znajdują się następujące zabytki:
| obiekt, położenie | powstanie, nr rej.                                                                                           | fotografia |
| --- | --- | ---------- |
| odcinek od ul. Kruczej do ul. Kwaśnej                                                                                        | |            |
| strona wschodnia | |            |
| Budynek mieszkalny, ulica Krucza 53, 55, 57, 59                                                                              | 1927 r. (projekt B.D.A. Wahlich und Grau; Hermann Wahlich i Erwin Grau) rodzaj ochrony: inny                 |            |
| Budynek mieszkalny, ulica Stalowa 1-7                                                                                        | lata 20. XX wieku rodzaj ochrony: inny                                                                       |            |
| strona zachodnia | |            |
| Budynek mieszkalny, ulica Krucza 61-63-65-67-69-71-73                                                                        | 1926 r. (projekt B.D.A. Wahlich und Grau; Hermann Wahlich i Erwin Grau), lata 1927-1930 rodzaj ochrony: inny |            |
| Budynek mieszkalny, ulica Stalowa 2-4                                                                                        | lata 1926-1928 (projekt Hermann Wachlich) rodzaj ochrony: inny                                               |            |
| Budynek mieszkalny, ulica Stalowa 6-8                                                                                        | lata 1926-1928 (projekt Hermann Wachlich) rodzaj ochrony: inny                                               |            |
| Budynek mieszkalny, ulica Kwaśna 6                                                                                           | 1926 r. rodzaj ochrony: inny                                                                                 |            |
| odcinek od ul. Grabiszyńskiej do torów kolejowych                                                                            | |            |
| strona wschodnia | |            |
| Budynek mieszkalno-usługowy, ulica Grabiszyńska 133-135 (ul. Spiżowa 2, ul. Stalowa 63)                                      | lata 1966-1967 (projekt S. Műller) rodzaj ochrony: inny                                                      |            |
| Kamienica, ulica Stalowa 65                                                                                                  | 1915 r. rodzaj ochrony: inny                                                                                 |            |
| Kamienica, ulica Stalowa 69                                                                                                  | około 1905-1910 r. rodzaj ochrony: inny                                                                      |            |
| Kamienica, ulica Stalowa 71                                                                                                  | około 1905 r. rodzaj ochrony: inny                                                                           |            |
| Kamienica, ulica Stalowa 73                                                                                                  | około 1905 r. rodzaj ochrony: inny                                                                           |            |
| Kamienica, ulica Stalowa 75                                                                                                  | około 1905 r. rodzaj ochrony: inny                                                                           |            |
| Kamienica, ulica Stalowa 79                                                                                                  | około 1905-1910 r. rodzaj ochrony: inny                                                                      |            |
| Kamienica, ulica Stalowa 81                                                                                                  | około 1920-1925 r. rodzaj ochrony: inny                                                                      |            |
| Kamienica, ulica Stalowa 83                                                                                                  | około 1915 r. rodzaj ochrony: inny                                                                           |            |
| Kamienica, ulica Stalowa 85                                                                                                  | około 1915 r. rodzaj ochrony: inny                                                                           |            |
| Kamienica, ulica Stalowa 87                                                                                                  | około 1915 r. rodzaj ochrony: inny                                                                           |            |
| strona zachodnia | |            |
| Schron przeciwlotniczy dla ludności cywilnej, obecnie Archiwum Miejskie Wrocławia, ulica Stalowa 62 (ulica Grabiszyńska 137} | lata 1940-1941 (projekt Richard Konwiarz) rodzaj ochrony: inny                                               |            |
| Budynek mieszkalny, ulica Mosiężna 1                                                                                         | około 1920 r. rodzaj ochrony: inny                                                                           |            |
| Budynek mieszkalny, ulica Stalowa 86-92                                                                                      | około 1920 r. rodzaj ochrony: inny                                                                           |            |
| między torami kolejowymi | |            |
| Posterunek odgałęźny WS (przy Stalowej) w zespole stacji kolejowej – Wrocław Świebodzki, plac Orląt Lwowskich                | lata 30. XX wieku rodzaj ochrony: inny                                                                       |            |

Ponadto położony po stronie zachodniej ulicy, przy odcinku od ulicy Oporowskiej do ulicy Grabiszyńskiej, zespół mieszkaniowy „Gajowice” został uznany za dobro kultury współczesnej. Podobnie za dobro kultury współczesnej został uznany zespół budynków szkolnych przy ulicy Grochowej 36-38 we Wrocławiu.

## Osiedle kompletne

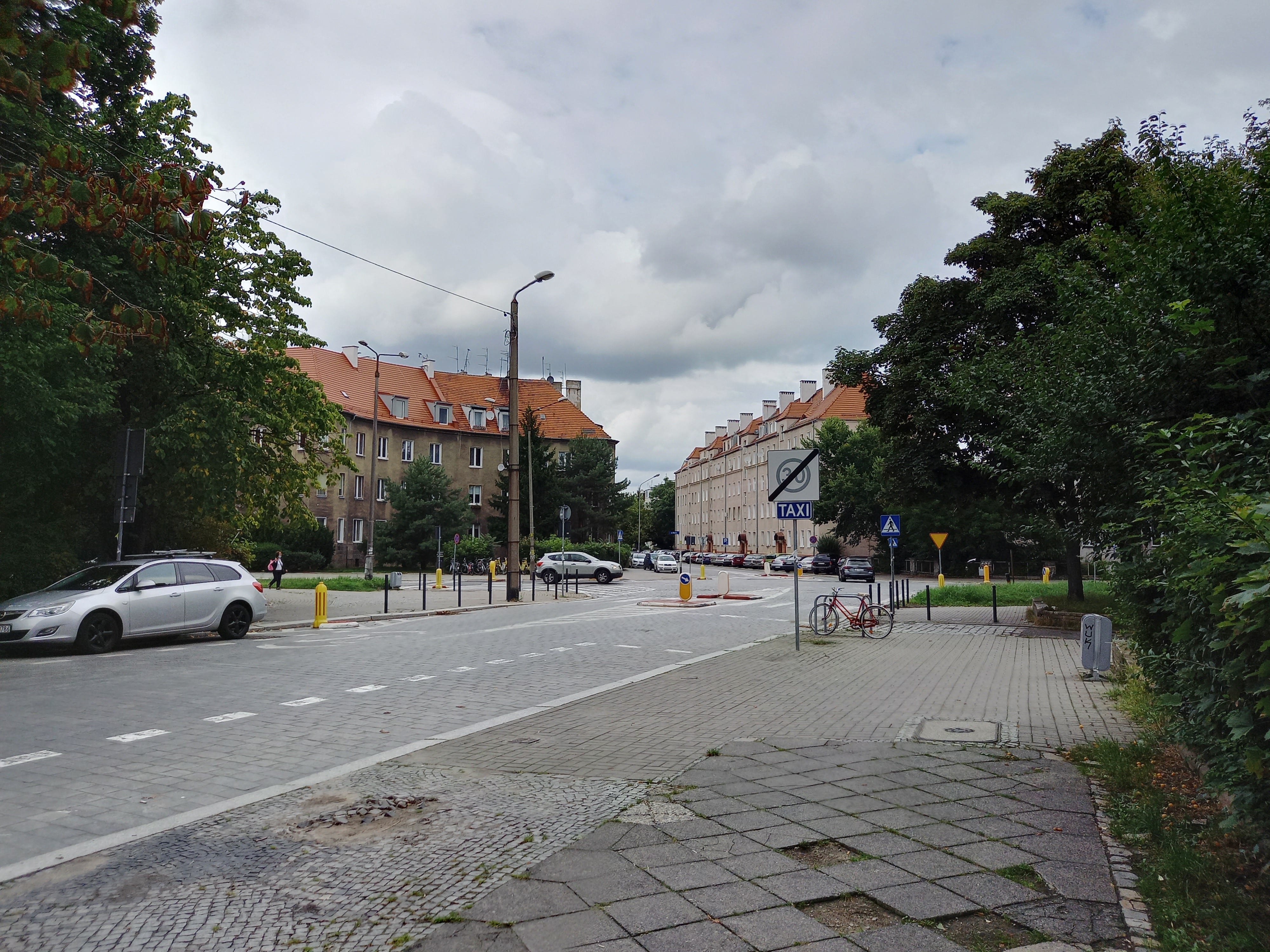
Skrzyżowanie ul. Stalowej, Kruczej i Mieleckiej

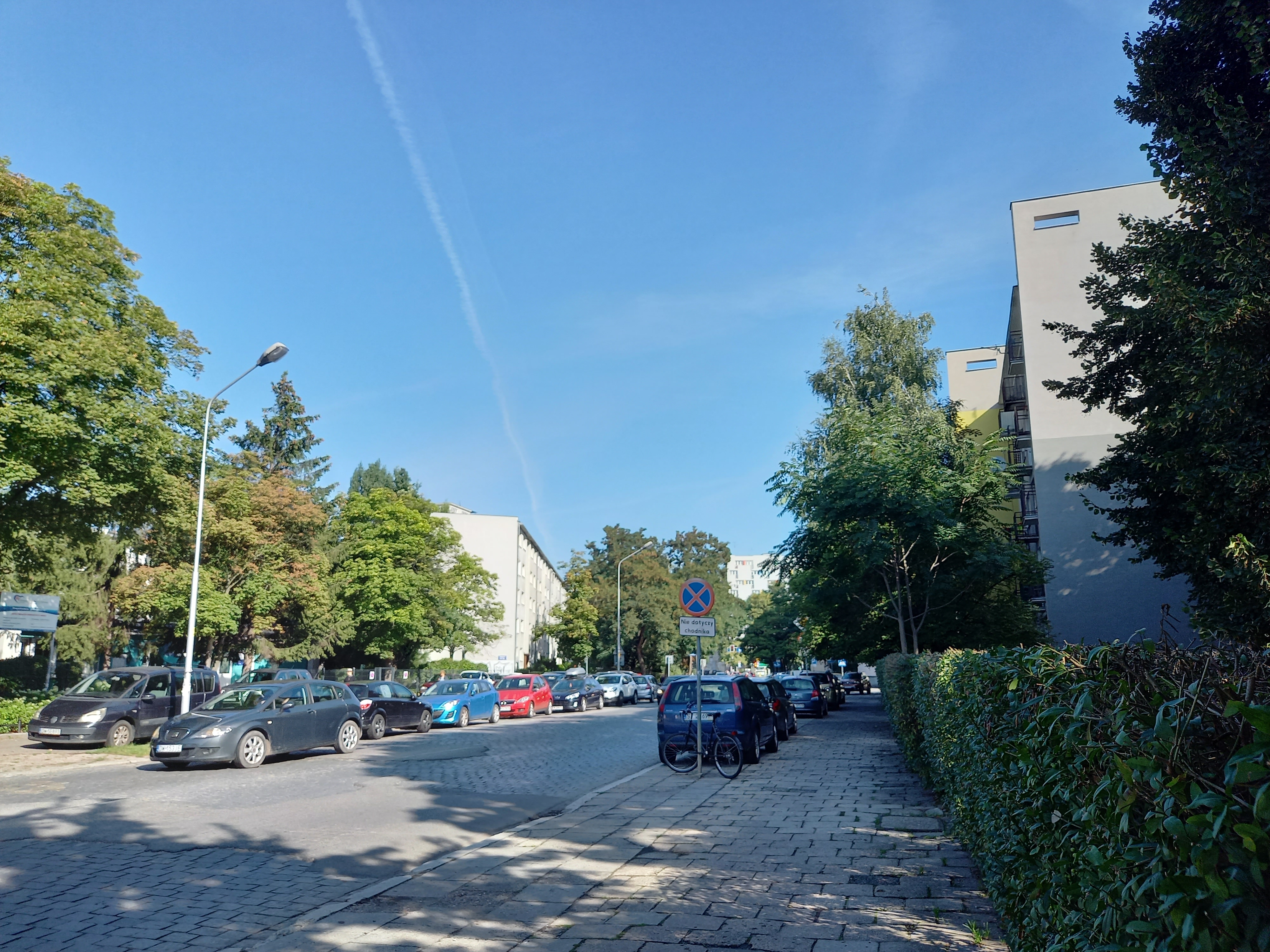
Od ul. Grochowej do Oporowskiej i dalej Grabiszyńskiej

Ulica Stalowa na całej swej długości przebiega przez obszar tzw. osiedla kompletnego – Śródmieście Południowe – wskazanego przez urbanistów. W ramach standardów określonych w tym projekcie wyznaczono kierunki rozwoju tego obszaru, także na podstawie konsultacji społecznych, a ich realizacja oparta jest na Wytycznych przestrzennych na rzecz osiedli kompletnych . W ramach tego projektu wyznaczono przy ulicy Stalowej dwa punkty stanowiące ważną przestrzeń publiczną placu lub skrzyżowania: skrzyżowanie ulic Grabiszyńskiej i Stalowej oraz skrzyżowanie ulic Kruczej i Mieleckiej. Wśród obiektów budowlanych wskazano natomiast:
- Szkoła Podstawowa nr 43 (jako obiekt oświaty, zdrowia, opieki, sportu)[72], ulica Grochowa 36-38[2]
- Przychodnię Grabiszyn (jako obiekt oświaty, zdrowia, opieki, sportu)[69], ulica Stalowa 50[2]
- Archiwum Miejskie Wrocławia (jako budynek charakterystyczny, szczególny, dominanta, zabytek)[133], ulica Stalowa 62[6]
- Galeriowiec (jako budynek charakterystyczny, szczególny, dominanta, zabytek)[134], ulica Grabiszyńska 133-135[6] (ul. Spiżowa 2, ul. Stalowa 63)[98].

## Baza TERYT
Dane Głównego Urzędu Statystycznego z bazy TERYT, spis ulic (ULIC):
- województwo: DOLNOŚLĄSKIE (02)
- powiat: Wrocław (0264)
- gmina/dzielnica/delegatura: Wrocław (0264011) gmina miejska
- Miejscowość podstawowa: Wrocław (0986283) miasto; Wrocław-Fabryczna (0986290) delegatura
- kategoria/rodzaj: ulica
- Nazwa ulicy: ul. Żelazna (20808).